# Copa Aerosur 2009
La Copa Aerosur 2009 fue la séptima edición del torneo de verano de fútbol patrocinado por Aerosur. Participaron seis equipos de las ciudades troncales de Bolivia: Bolívar y The Strongest de La Paz, Aurora y Wilstermann de Cochabamba, Blooming y Oriente Petrolero de Santa Cruz. El torneo comenzó el 18 de enero de 2009 y terminó el 4 de febrero del mismo año.
La versión 2009 de la copa tiene tres novedades: la definición por shootout en caso de empates en todas las instancias del torneo, la realización de un torneo sub-18 paralelo al torneo oficial, y una recopa que se jugará entre el campeón de la Copa Aerosur, el campeón de la Copa Aerosur del Sur y 2 exipos extranjeros.
El campeón de la copa tendrá pasajes gratis en Aerosur para viajar a disputar sus partidos durante la temporada 2009 de la Liga de Fútbol Profesional Boliviano, mientras que el subcampeón tendrá un descuento de 75%. El resto de los participantes podrá acceder al 50% de descuento en los pasajes si aceptan llevar el logo de la aerolínea en su uniforme.

## Equipos participantes
| Equipo            | Departamento |
| ----------------- | ------------ |
| Bolívar           | La Paz       |
| The Strongest     | La Paz       |
| Aurora            | Cochabamba   |
| Wilstermann       | Cochabamba   |
| Blooming          | Santa Cruz   |
| Oriente Petrolero | Santa Cruz   |

## Primera Fase
En esta fase los clásicos rivales de cada ciudad juegan dos partidos (ida y vuelta) entre sí y clasifican a las semifinales los tres ganadores y el mejor perdedor. En caso de empate en puntos no se toma en cuenta la diferencia de gol, sino que se define por shootout al vencedor de la llave.
| 18 de enero de 2009 | The Strongest          | 1:2' | Bolívar                                   | Estadio Hernando Siles, La Paz                                    |                                                                   |
|                     | Roberto Galindo 18' PT |      | 37' PT Carlos Tordoya 39' ST Jair Reynoso | Asistencia: 40.000 aprox. espectadores Árbitro(s): Wilson Estrada | Asistencia: 40.000 aprox. espectadores Árbitro(s): Wilson Estrada |

| 21 de enero de 2009 | Bolívar                                  | 2:0' | The Strongest | Estadio Hernando Siles, La Paz asistencia = 43.000 |                                      |
|                     | Ignacio García 26 PT Jair Reynoso 10 ST. |      |               | Árbitro(s): Peter Guerrero (Bolivia)               | Árbitro(s): Peter Guerrero (Bolivia) |

| 18 de enero de 2009 | Wilstermann        | 1:0' | Aurora | Estadio Félix Capriles, Cochabamba                             |                                                                |
|                     | Gabriel Ríos 4' ST |      |        | Asistencia: 24.000 aprox. espectadores Árbitro(s): Raúl Orozco | Asistencia: 24.000 aprox. espectadores Árbitro(s): Raúl Orozco |

| 21 de enero de 2009 | Aurora                                   | 2:1(2-3)(*) | Wilstermann           | Estadio Félix Capriles, Cochabamba asistencia = 24.000 |                                   |
|                     | Nelson Sossa 3 ST. Derlis Paredes 36 ST. |             | 45 ST. Édgar Olivares | Árbitro(s): Hostin Prado(Bolivia)                      | Árbitro(s): Hostin Prado(Bolivia) |

(*) Wilstermann ganó 3-2 en la definición por shootout
| 19 de enero de 2009 | Blooming               | 1:0' | Oriente Petrolero | Estadio Ramón Tahuichi Aguilera, Santa Cruz                      |                                                                  |
|                     | Alejandro Gómez 34' PT |      |                   | Asistencia: 35.000 aprox. espectadores Árbitro(s): Oscar Saucedo | Asistencia: 35.000 aprox. espectadores Árbitro(s): Oscar Saucedo |

| 23 de enero de 2009 | Oriente Petrolero                             | 2:0(2-3)(*) | Blooming | Estadio Ramón Tahuichi Aguilera, Santa Cruz                        |                                                                    |
|                     | Miguel Cuéllar 49' PT Gualberto Mojica 11' ST |             |          | Asistencia: 35.000 aprox. espectadores Árbitro(s): Hebert Aguilera | Asistencia: 35.000 aprox. espectadores Árbitro(s): Hebert Aguilera |

(*)Blooming ganó 3-2 en la definición por shootout.

## Semifinales
| 27 de enero de 2009 | Bolívar                                        | 2:0' | Oriente Petrolero | Estadio Hernando Siles, La Paz                          |                                                         |
|                     | Ignacio García 23 PT.. Aquilino Villalba39 ST. |      |                   | Asistencia: 22.774 espectadores Árbitro(s): José Jordán | Asistencia: 22.774 espectadores Árbitro(s): José Jordán |

| 29 de enero de 2009 | Oriente Petrolero      | 1:2' | Bolívar                                 | Estadio Ramón Tahuichi Aguilera, Santa Cruz de la Sierra |                        |
|                     | Miguel Cuéllar 10 PT.. |      | 24PT. Mario Ovando 48.ST Horacio Ortega | Árbitro(s): Edson Ríos                                   | Árbitro(s): Edson Ríos |

| 27 de enero de 2009 | Blooming | 0:1' | Wilstermann              | Estadio Ramón Tahuichi Aguilera, Santa Cruz de la Sierra |                                                         |
|                     |          |      | 28 ST. Francisco Esteche | Asistencia: 24.000 espectadores Árbitro(s): Marco Villa  | Asistencia: 24.000 espectadores Árbitro(s): Marco Villa |

| 29 de enero de 2009 | Wilstermann          | 1:0' | Blooming | Estadio Félix Capriles, Cochabamba                            |                                                               |
|                     | Marco Pereira 27 ST. |      |          | Asistencia: 25.000 espectadores Árbitro(s): Robert Villarroel | Asistencia: 25.000 espectadores Árbitro(s): Robert Villarroel |

## Finales
| 1 de febrero de 2009 | Wilstermann                                  | 2:2' | Bolívar                                     | Estadio Félix Capriles, Cochabamba                          |                                                             |
|                      | Santos Amador 47 PT.. Cristian Ovelar 29 ST. |      | 25 ST. Jair Reynoso 40 ST. William Ferreira | Asistencia: 25.000 espectadores Árbitro(s): Hebert Aguilera | Asistencia: 25.000 espectadores Árbitro(s): Hebert Aguilera |

| 4 de febrero de 2009 | Bolívar                                | 2:1' | Wilstermann             | Estadio Hernando Siles, La Paz                         |                                                        |
|                      | Jair Reynoso 28 PT. Abdón Reyes 48 ST. |      | 12PT. Francisco Esteche | Asistencia: 37.040 espectadores Árbitro(s): Edson Ríos | Asistencia: 37.040 espectadores Árbitro(s): Edson Ríos |

| Campeón 2003 Club Bolívar Primer Título |